# 安克志
安克志（英語：Leonard S. Unger，1917年12月17日—2010年6月3日），美國職業外交官，曾任駐寮國大使（1962年－1964年）、駐泰國大使（1967年－1973年）和駐中華民國大使（1974年－1979年）。他於冷戰時期出使了動亂前線的東南亞:130、參與過美國政府對越南戰爭的決策研究，並成為最後一任派在台灣的美國駐華大使，任內經歷了美軍逐步從台灣撤出及華府與台北的斷交。

## 生平

### 早年職業
安克志於1917年出生於加利福尼亞州的聖地牙哥，後進入哈佛大學就讀，在學期間修習了地理學、國際關係和政治學:130，1939年時獲得哈佛文學士學位，之後曾加入全國資源計劃委員會（National Resources Planning Board），擔任助理研究技術員至1941年。

### 加入美國國務院
後來，安克志加入美國國務院，曾在1941年－1944年間擔任過助理的職務；1944年－1946年間則成為農業地理學者；1946年－1948年間又成為一位專研政治經濟學的學者。
1948年後，於南歐事務處（Division of Southern European Affairs）任助理處長至1949年，接著在該年至1950年間代理義大利事務處長一職。之後，他作為國務院政務官、派赴義大利東北部的第里雅斯特達兩年，1952年至1953年間則任職於羅馬的美國駐義大利大使館領事處。1953年起，安氏調到歐洲法規室（Office of European Regulatory Affairs），擔任政軍事務官。1958年至1962年間，又前往曼谷的美國駐泰國大使館任副館長:p20。

#### 美國駐寮國大使
1962年7月25日至1964年12月1日間，安克志出任美國駐寮國大使，這是他生平中首次獲得的特命全權大使職位。在他任內的1964年4月，曾協助阻止一場右派軍人發起的政變。當年4月19日，負責戍衛寮國京師——永珍的首都軍區司令高柏席將軍調兵起事，將時任首相梭發那·富馬親王和數位閣員軟禁在宅邸內，並著手成立軍事執政團、排擠中立派及左翼勢力。當時在南越首都西貢的安克志，得知此事後即火速返回永珍，並趕到首相官邸外，隔著圍牆對陽台上的富馬親王展開勸說、請求他不要辭職，並表示美國將會支持他的中立派政府。最後安克志說服了原本有意下野的富馬親王，讓他獲釋、重得首相職位。安克志在任時還負責批准、指導中央情報局在寮國的行動，中情局也於此時期開始直接涉入寮國內戰。

#### 美國駐東亞曁太平洋事務局副助理國務卿
安氏離開寮國後，於1965年至1966年間擔任國務院東亞暨太平洋事務局副助卿，他還在林登·詹森政府的越南協調委員會（Vietnam Coordination Committee）中擔任主席:p560，負責替越南境內的平定計劃準備概念報告書，並探究美軍擴大涉入越南戰爭之前，可選的數種「用兵方案」。

#### 美國駐泰國大使
1967年8月11日，美總統詹森欽點安克志為駐泰國大使，他於到任後的10月4日對泰方遞交國書。在他使泰六年中，泰國正是美國在越南戰場周邊的重要盟邦，而美國空軍、陸軍在泰國境內也就近駐有戰鬥部隊:p23。他曾主導美國在泰進行的反游擊、反暴亂行動:p231，於1973年11月19日離任。

#### 出使中华民国
1974年2月25日，美國總統理察·尼克森宣布將派遣安克志出使中華民國，接替屆將退休的前任美國駐中華民國大使馬康衛:p479。安克志上任當時的美國對華關係已經隨著美國與中共簽訂的《上海公報》、尼克森訪問中华人民共和国等因素而逐漸產生變化:p72-80，因此他在同年5月25日呈遞國書之前:p135，便先於5月23日會見了時任行政院長蔣經國，轉達了國務卿季辛吉囑附他對臺提出的保證，包含了《共同防禦條約》的信守、兩國政府間合作的持續、以及對華重大政策採取前必將知會臺方。
| 一、我們信守1954年共同防禦條約中所規定的安全承諾。 二、1972年上海公報的用語仍然是美國對中華人民共和國政策與行動的基礎，我們曾聲明過我們要繼續採取關係正常化的步驟，但是現存關係的形式已經符合我們當前的需要。 三、我們確認中華民國持續近年來所獲致的卓越經濟發展極為重要，我們將朝此目標繼續兩國政府間之合作。 四、我們不會背棄我們的友人，並且在採取任何可能對中華民國政府之利益有重大影響之行動前，將與中華民國政府磋商。 上述4保證的英文原文如下： 1. We stand by our security commitment embodied in the Treaty of 1954. 2. The language of the Shanghai Communique of 1972 remains the basis for United States policies and activities towards the People's Republic of China. We have stated that we will continue the process of normalizing relations, but the existing form of the relationship meets our current needs. 3. We recognize the outstanding importance to the Republic of China of continuing the remarkable economic growth which it has accomplished in recent years and we will continue the cooperation between our two governments to that end. 4. We will not turn our back on our friends and will consult with the Government of the Republic of China before taking any actions which could have a significant effect on the interests of the Government of the Republic of China. |

但6月11日再度會面蔣經國時，安克志卻告知了美方正在進行F-4戰鬥機及核武器的撤離計畫:p479-480，美國空軍部署在台南空軍基地的Mk 7核彈及第405戰鬥機聯隊下轄的第90戰術戰鬥機中隊將在7月29日至31日撤離至菲律賓克拉克空軍基地，美方也將予以終止U-2偵察機的合作計畫，另外兩個駐台的F-4幽靈式戰鬥機中隊，隸屬於第18戰術戰鬥機聯隊的第44戰術戰鬥機中隊及第67戰術戰鬥機中隊也將在隔年（1975年）5月31日前從台中清泉崗空軍基地撤離至沖繩嘉手納空軍基地，駐台美軍人數縮減至約3,000人。1975年4月5日上午10時30分，安克志前往外交部拜訪中華民國外交部部長沈昌煥而獲得接見，雙方就中南半島之嚴重局勢交換意見，談話時間約一個小時半。

##### 台灣採購魚雷案
1971年美方向台灣提供兩艘傳統動力潛艇，即海獅潛艦及海豹潛艦，但美方在交艦前已撤除兩艦上的武裝，使之無法發射攻擊用的魚雷。1975年美國國務院接獲聯邦調查局的情資，指稱中華民國駐美大使館正在交涉購買一批美國軍方遺失的MK-37型魚雷。國務卿季辛吉隨即訓令時任駐台大使安克志會見蔣經國討論此事，蔣經國表示僅知悉國軍正在試圖採購魚雷，但絕無意採用非法手段購得，會後美方分析蔣經國應並未直接介入，但懷疑是國軍內部人士急於立功的大膽行徑，尤其懷疑時任海軍司令宋長志為主使者。
由於美方此時正試圖對中共關係正常化，擔憂此事曝光後可能有負面影響，因此僅要求撤換牽涉此案的駐美使館人員，季辛吉並請安克志轉知台北當局，美方認為此事可能為駐美人員受到「不實資訊」所誤導，因而做出了「不洽當舉措」，美方無意再追究此事。

##### 干涉台灣核武研究
安克志任內的1976年時，適逢台灣核武研發計畫曝光事件。國際原子能機構（IAEA）在一次對台灣核設施的檢查行動中，發現約有500克的鈽消失無蹤，而美國一份秘密報告也指出中山科學研究院一批研究員在1974年至1975年間利用院內的電腦設備投入核裝置的設計。安克志事後奉國務院方面的命令，在一次與中華民國駐美大使沈劍虹之間的絕密會談中提出抗議、並向台方表示美國懷疑其對於「不從事核武研究發展」的承諾。最後台灣才在美國及國際壓力下收手了相關計畫:p275-276。

##### 中美斷交
1978年，吉米·卡特政府已決定與中華人民共和國建立邦交，安克志在該年12月時接獲國務卿赛勒斯·万斯與國家安全顧問布里辛斯基的機密電文，告知他卡特將於台北時間12月16日上午10時宣布建交的消息，要求他與當選為總統的蔣經國會面，傳達此事:p477。安克志在此前對於斷交一事並不知情，他曾經請求華府方面延後發布時刻，以使台方有足夠時間應對:132，但未能成功。16日凌晨2時15分，安氏與美國駐台北大使館政治參事班立德（Mark S. Pratt）、中华民国行政院新聞局副局長宋楚瑜和外交部政務次長錢復在七海寓所（總統官邸）會見蔣經國，正式通知了斷交的消息:p68:p326，並順道轉達卡特「將持續對台軍售」及「維持美台文化、經濟等關係」的保證。12月29日，以副國務卿克里斯多福為首的美國代表團在台北受到蔣經國召見:p327，安克志作為代表團成員，參與了台美兩方對斷交後的雙邊關係所進行的的談判。

### 退休後
安克志於1979年1月19日卸下駐中華民國大使職務:p135，接著便自外交界退休。返美後的他赴波士頓塔夫茨大學擔任教授，並於該校的弗萊徹法律暨外交學院（Fletcher School of Law and Diplomacy）發展東南亞研究企劃:p231。他還曾在哈佛大學開設講座，探討華府－北京－台北關係:p132。此外，他還是美國外交學會和美國外交關係協會的會員。
2010年6月3日，安克志於加州的塞瓦斯托波爾逝世，享壽92歲。